# INNOCENT AGE
『INNOCENT AGE』（イノセント・エイジ）は1993年6月21日、アポロンより発売されたINFIXのアルバムである。

## 解説
本作では、アカペラやインストゥルメンタルなど従来INFIXの楽曲にはなかった新たな試みの曲が見られる。

## 収録曲
- 全作詞・作曲：長友仍世（特記以外）／編曲：板倉雅一

1. 明日に向かって〜Run For The Tomorrow〜 (Album Version)
2. HOMELESS HEART
3. MY PRECIOUS TOWN
作曲：佐藤晃
4. 風のエンブレム
  - 冒頭、“Course, I love you.”というコーラスが入るが、当初、長友仍世は“Gonna love you.”という詞を書いていた。しかしレコーディング時に“Course, I love you. ”で録音されてしまい、後から長友が間違いに気付いたものの、結局そのままCD化された[1]。
5. 素顔のままで
6. 夢見るS・BOY
7. LET'S HAVE A PARTY!!
作詞・作曲：佐藤晃
8. 恋はレクリエーション!?
9. 微笑〜I Stand Alone〜
10. INNOCENT AGE (Instrumental)
作曲：板倉雅一・佐藤晃
11. WINNERS FOREVER〜勝利者よ〜 (Album Version)
  - テレビアニメ『機動戦士Vガンダム』エンディングテーマのアルバムバージョン
12. CHANGING MY LIFE
  - ファン同士が集会など行う際に、会の名称に曲名が用いられる。（例：“CHANGING MY LIFE in 名古屋”）